# (26548) Joykutty
(26548) Joykutty est un astéroïde de la ceinture principale d'astéroïdes.

## Description
(26548) Joykutty est un astéroïde de la ceinture principale d'astéroïdes. Il fut découvert le 29 février 2000 à Socorro (Nouveau-Mexique) par le projet LINEAR. Il présente une orbite caractérisée par un demi-grand axe de 3,03 UA, une excentricité de 0,02 et une inclinaison de 7,6° par rapport à l'écliptique.

## Compléments